# Охендовський Михайло Володимирович
Охендовський Михайло Володимирович (нар. 27 жовтня 1973, Дубоссари, Молдавська РСР) — Голова Центральної виборчої комісії України (2013—2018). Член ЦВК 2004—2018.

## Біографічні відомості
Народився 27 жовтня 1973 року в місті Дубоссари, Молдавська РСР. У 1997 році закінчив з відзнакою Інститут міжнародних відносин Київського університету ім. Тараса Шевченка за спеціальністю «міжнародне право».
Трудову діяльність розпочав у 1991 році на Норильському гірничо-металургійному комбінаті ім. Завенягіна. З 1993 року працював у товаристві з обмеженою відповідальністю «Юридична фірма „Проксен“» на посадах референта, юриста, заступника директора. З 2002 року — начальник правового управління, віце-президент Національної телекомпанії України. З червня 2003 року й до призначення в лютому 2004 року членом Центральної виборчої комісії — заступник директора ТОВ «Юридична фірма „Проксен“».
Член Української асоціації міжнародного права.

### Кар'єра у ЦВК
17 лютого 2004 року призначений на посаду члена Центральної виборчої комісії України.
21 квітня 2004 року — присвоєно перший ранг державного службовця.
27 листопада 2004 року — М. В. Охендовському разом з чотирма іншими членами ЦВК доручено представляти інтереси Центральної виборчої комісії у Верховному Суді України в справі за скаргою довіреної особи кандидата на пост Президента України Ющенка В. А. в єдиному загальнодержавному виборчому окрузі Катеринчука М. Д. на бездіяльність Центральної виборчої комісії, дії з встановлення результатів повторного голосування з виборів Президента України 24 листопада 2004 року та на рішення про оголошення Президентом України Віктора Януковича.
8 грудня 2004 року — у зв'язку з висловленням Верховною Радою України 27 листопада 2004 року недовіри Центральній виборчій комісії повноваження членів ЦВК достроково припинені. Того ж дня М. В. Охендовський знову призначений членом ЦВК.
1 червня 2007 року — повноваження всього складу Центральної виборчої комісії припинені достроково. Того ж дня М. В. Охендовський знову призначений членом ЦВК (обраний за квотою Партії регіонів).
6 липня 2013 року обраний Головою Центральної виборчої комісії України.

## Кримінальна справа відносно Охендовського
31 травня 2016 року інтернет-видання «Українська правда» опублікувало «чорну бухгалтерію» Партії регіонів за 6 місяців 2012 року. У документах фігурують прізвище та ініціали, що збігаються із прізвищем та ініціалами голови Центральної виборчої комісії України Михайла Володимировича Охендовського. Крім того, в документах вказані отримані гроші у розмірі 1 525 доларів США та дата отримання — 8 червня 2012 року.
У той же день голова Центральної виборчої комісії України Михайло Охендовський заявив, що заперечує отримання від Партії регіонів грошей у 2012 році. «У відповідь на поширені сьогодні матеріали і деякі інсинуації щодо органу з абревіатурою ЦВК можу сказати, що, по-перше, ніколи і ніяких хабарів ні від кого за роки роботи в ЦВК Михайло Володимирович Охендовський не брав і не отримував», — сказав він.
21 грудня 2016 року Солом'янський районний суд Києва призначив особисте зобов'язання до 13 лютого 2017 року у вигляді запобіжного заходу голові Центральної виборчої комісії Михайлу Охендовському.
9 лютого 2017 року Апеляційний суд Києва ухвалив рішення, згідно з яким у кримінальному провадженні відсутні докази, що свідчать про обґрунтованість підозри Михайлу Охендовському у вчиненні будь-якого кримінального злочину. Крім того, за словами Охендовського, суд вказав, що документи, представлені слідством на розгляд суду, не містять ніякого взаємозв'язку між ним та інкримінованим правопорушенням.
17 лютого 2017 року Михайло Охендовський звернувся до Генеральної прокуратури України із заявою про свідому фальсифікацію проти нього кримінальної справи детективами Національного антикорупційного бюро України і передав докази вчинення відносно нього злочину, передбаченого ч. 2 ст. 372 Кримінального кодексу України (притягнення завідомо невинного до кримінальної відповідальності).

## Державні нагороди
- Заслужений юрист України (25 червня 2010) — «за вагомий особистий внесок у державне будівництво, розвиток конституційних засад української державності, багаторічну сумлінну працю, високий професіоналізм»[17].
- Орден князя Ярослава Мудрого V ст. (27 червня 2015) — «за значний особистий внесок у державне будівництво, соціально-економічний, науково-технічний, культурно-освітній розвиток України, вагомі трудові здобутки та високий професіоналізм»[18]. Це нагородження викликало бурхливу реакцію серед політиків і громадськості[19].